# 双ヶ丘
双ヶ丘（ならびがおか）は、京都府京都市右京区御室双岡町に所在する古生層の孤立丘、国の名勝に指定されている。京都盆地北西部にあり、標高は116メートルである。徒然草の作者である兼好法師が晩年を過ごした地とされている。

## 表記
双ヶ丘のほかに、雙ヶ岡、双ヶ岡、双岡、並岡、雙丘、双岳など、様々な表記が存在する。
双ヶ丘「京都市立双ヶ丘中学校」、「双ヶ丘交差点」、京都市バス「双ヶ丘バス停」などが使用している。
雙ヶ岡名勝指定名称。また、京都市、京都観光Navi、きぬかけの道などが使用している。
双ヶ岡「双ヶ岡古墳群」など。また、角川日本地名大事典などが使用している。
双岡「京都双岡病院」、丘が存在する「右京区御室双岡町」などが使用している。

## 地理

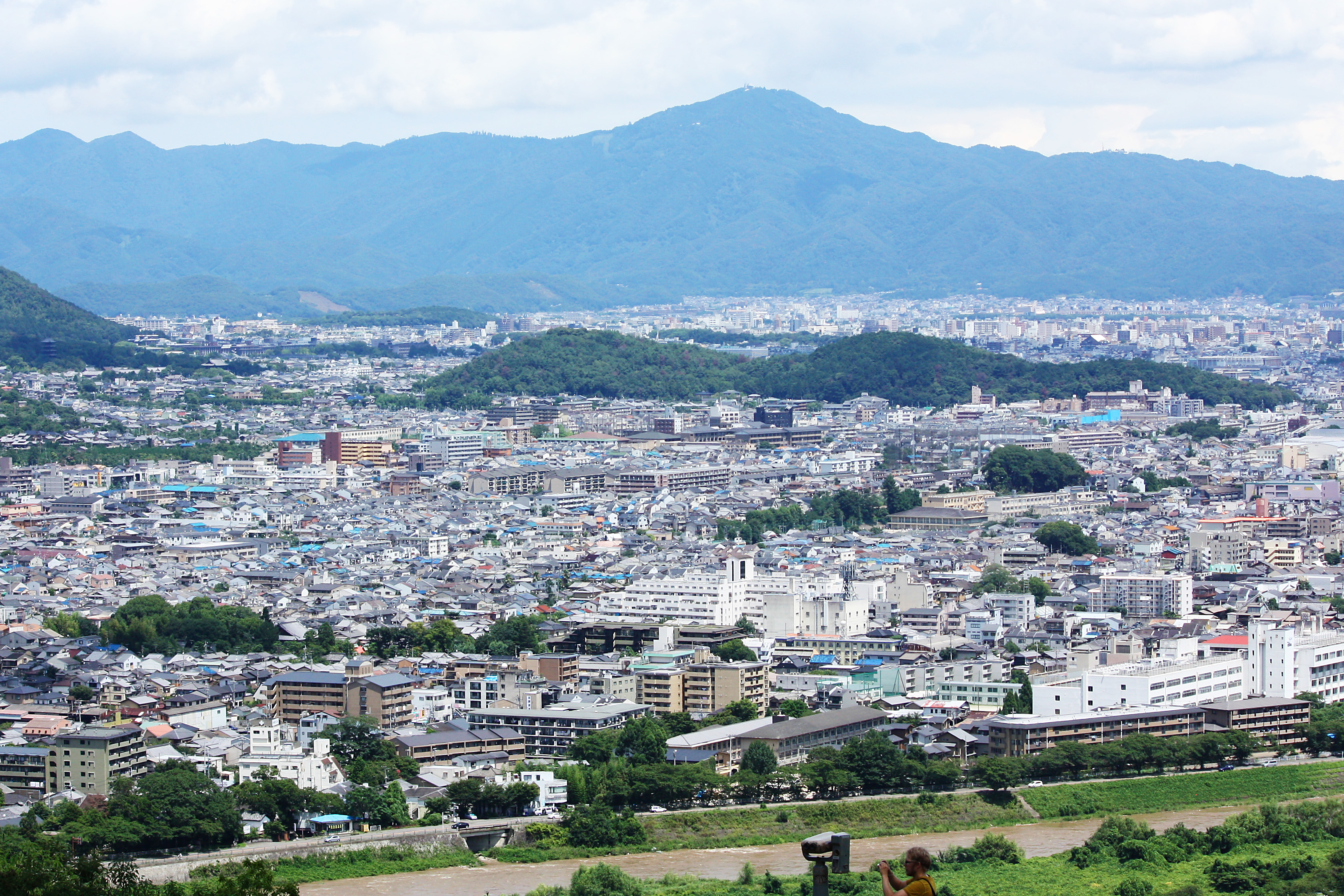
西南西から見た双ヶ丘
奥は比叡山

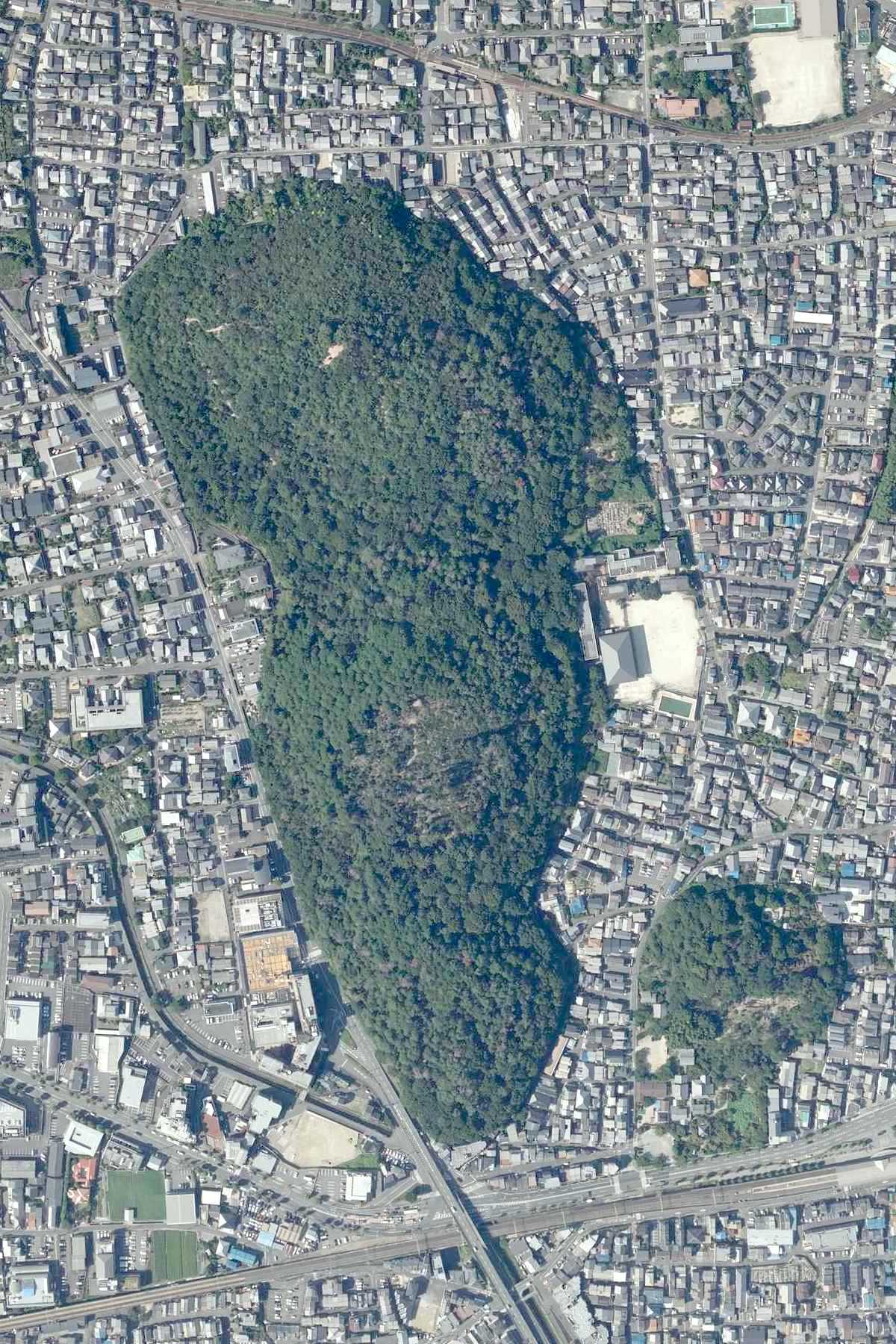
航空写真（2020年）

双ヶ丘とは南北に並ぶ3つの丘の総称であり、北から順に一の丘（標高116メートル）、二の丘（標高102メートル）、三の丘（標高78メートル）と呼ばれる。付近の標高は、JR山陰本線（嵯峨野線）花園駅付近が約40メートル、嵐電北野線御室仁和寺駅付近が約70メートルであり、双ヶ丘は付近の低地より40-50メートル突出している。山域の総面積は18.9ヘクタールである。山麓の南側を東西に丸太町通が、それに並行してJR山陰本線（嵯峨野線）が通り、西麓を南北に国道162号（周山街道）が走っている。双ヶ丘の東麓には妙心寺、北麓には仁和寺が存在し、また三の丘の東側にある五位山の南麓と中腹に五位山法金剛院がある。その五位山には五位山古墳が存在するが、墳丘は既に破壊されていて詳細は不明である。三の丘と五位山古墳の間（現花園内畑町・花園段ノ岡町）にはかつて双池（ならびのいけ）と称された大きな天然池があり、双ヶ丘と双池はいずれも歌枕として広く和歌に詠まれた。双池の水面標高は約45メートルであり、南北80-90メートル、東西40-50メートル程度だったと推測されている。『続日本後紀』には、冬季には水面に水鳥が群をなしていたことが記されている。双池は江戸時代までに水が枯れて田となり、現在では住宅地となっているものの三の丘と五位山との間は池の名残からか周囲と比べて窪んでいる。

### 平安京の基準点説
国語学者の吉田金彦は藤原京の大和三山と対比させるように、船岡山（北区）、吉田山（左京区）、双ヶ丘を平安京の「葛野三山」と名付けている。一般に船岡山の正中線が平安京の中心線とされるが、平安宮の大極殿は双ヶ丘と吉田山を結ぶ直線状にあり、吉田は双ヶ丘と吉田山が大極殿の位置の基準となったのではないかと考察している。平安京遷都の詔には「三山が鎮をなす」とあり、この三山はいずれも孤立丘である船岡山、吉田山、双ヶ丘だとする説がある。

## 歴史

### 双ヶ岡古墳群

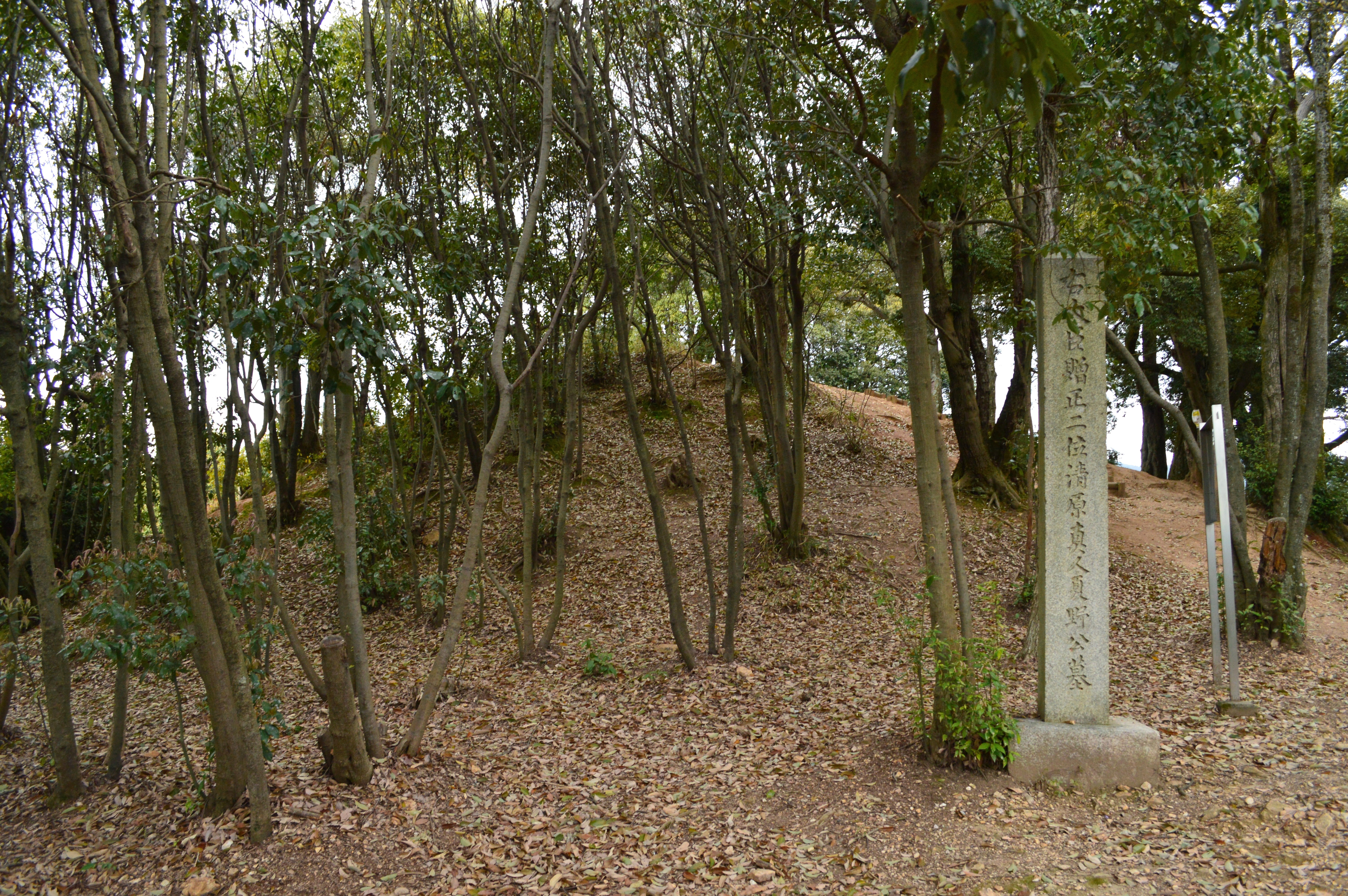
双ヶ岡1号墳清原夏野（837年没）の墓とする碑が後世に建てられたが、実際は6世紀後半-7世紀初頭頃の豪族（秦氏か）の首長墓。

双ヶ丘には6世紀後半から7世紀前半に築かれた24基の古墳があり、総称して双ヶ岡古墳群と呼ばれる。一の丘の頂上付近にある1号墳は直径44メートル・高さ8メートルの円墳であり、全長15.8メートル・玄室長6.8メートルの石室は、右京近辺では太秦面影町の蛇塚古墳の石室に次ぐ大きさである。一号墳以外は直径10-20メートルの小型の円墳であり、一の丘と二の丘の間の谷筋、二の丘と三の丘の間の谷筋に集中している。双ヶ丘の南西には秦氏の本拠地である太秦があることから、双ヶ岡古墳群は秦氏の首長の墓であるとされる。副葬品はほとんどが失われているが、須恵器、土師器、鉄製品、石棺の破片などが出土している。

### 天皇の遊猟地と貴族の山荘地

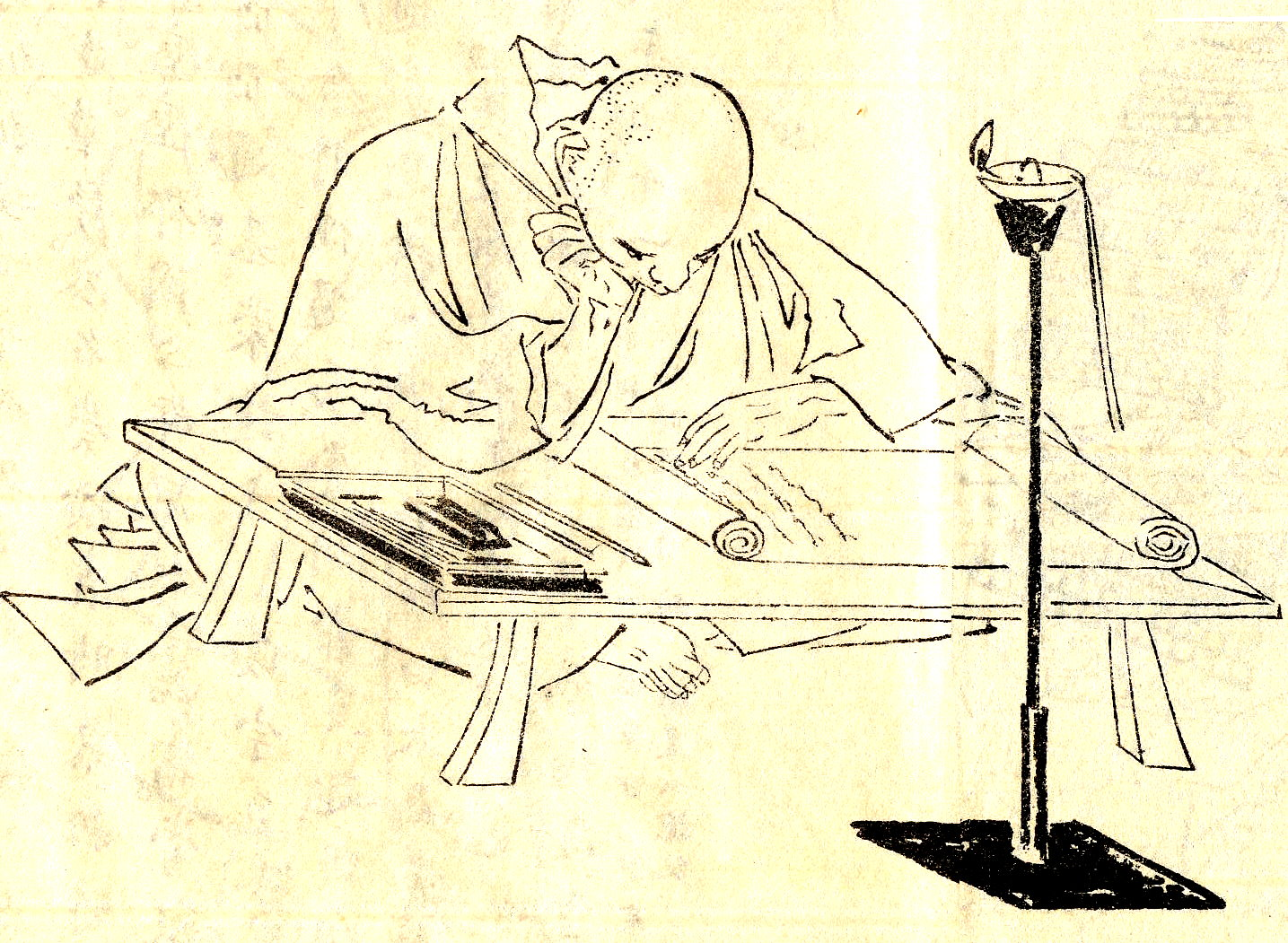
双ヶ丘で晩年を過ごした兼好法師

中世には天皇の遊猟地であり、高位貴族の山荘地でもあった。8世紀には大納言の清原夏野が双ヶ丘の南東部に山荘を営んだ。夏野は後に双岡大臣（ならびがおかのおとど）と呼ばれ、『類聚国史』によれば天長7年（830年）に淳和天皇が北野を行幸した折には夏野の山荘を訪れている。夏野の死後に山荘を寺に改めたものが法金剛院の前身とされる。承和15年（848年）には、「天皇遊猟の際に四望する地」として東墳（現在の五位山古墳）が従五位下を授けられている。9世紀には左大臣の源常も山荘を構え、『続日本後紀』によれば仁明天皇が常の山荘に行幸したという。菅原孝標女は『更級日記』に「南はならびの岡の松風、いと耳近う心細く聞こえて」と記し、双ヶ岡丘近の寂しさを描写している。兼好法師は『兼好法師家集』に「契り置く 花とならびの岡の辺に 哀れ幾世の 春をすぐさむ」という歌を残している。兼好は双ヶ丘西麓の庵で余生を過ごし、この地で『徒然草』を執筆したため、一の丘の東麓にある長泉寺には兼好の墓や歌碑が建てられているが、これは兼好を偲んで江戸時代に建てられた記念物であるとされる。17世紀後半に黒川道祐が書いた山城国の地誌『雍州府志』には「雙の岡」として登場する。

### 日本キネマ撮影所
1928年にはマキノ・プロダクションを退社した河合広始や田中十三が、双ヶ丘南麓にレンタルスタジオとして日本キネマ撮影所（別名 : 双ヶ丘撮影所、現常盤一ノ井町）を設立した。片岡千恵蔵プロダクションの設立第1作『天下太平記』（稲垣浩監督）は1928年5月に日本キネマ撮影所でクランクインし、翌月に公開されている。1928年に設立された嵐寛寿郎プロダクションは5本のサイレント映画を、武井龍三プロダクションは3本のサイレント映画を、山本礼三郎プロダクション・山口俊雄プロダクション・市川小文治歌舞伎映画プロダクションはそれぞれ1本のサイレント映画を日本キネマ撮影所で製作している。1950年には宝プロダクションが日本キネマ撮影所を使用していたが、宝プロは1953年に宝プロ撮影所を建設し、双ヶ丘撮影所は閉鎖された。

### 戦後の開発計画と自然保護活動
1941年11月13日、双ヶ丘は「京都盆地における卓越した展望地点」として国の名勝に指定（指定名称は雙ヶ岡）された。1949年には東麓に京都市立双ヶ丘中学校が開校し、1954年には南西麓に十全会精神科京都双岡病院(現：新生十全会グループ京都ならびがおか病院)が開設認可(翌1955年には医療法人としての『医療法人十全会精神科京都双岡病院』の設立が認可)された。しかし所有者の仁和寺が経済的事情から売却を図り、1964年に土地の購入希望者がホテル建設などの観光開発を計画したが、国の名勝指定がなされていた事や、都市計画法の風致地区であった事、更には建築基準法の住宅専用地区であった事などから問題となり行政と市民の反対でこれはすぐに流れてしまった。しかし今度は別の人物が「京都工科大学」なるものを建設しようとし、国会でも取り上げられる騒動になり、衆議院決算委員会で質疑が行われたが、結局大学が建設されることはなかった。なおこの際に第三国人の手に移り破壊されると言う噂があったともされる。
これら高度経済成長期における双ヶ丘での騒動は、若草山でのレクリエーション施設建設開発や旧東大寺境内のホテル建設計画などとともに、国が1966年に古都保存法を制定するきっかけのひとつとなった。その後は国の援助を受け、1976年には京都市が仁和寺から山域を一部買収して保全活動を行っている。1996年には「御室・衣笠」の一部として古都保存法における歴史的風土特別保存地域に指定された。また、都市計画法の風致地区でもある。

## アクセス
鉄道
- JR山陰本線（嵯峨野線）花園駅から南麓まで徒歩5分
- 嵐電北野線御室仁和寺駅から北麓まで徒歩3分

バス
- 京都市バス 「花園扇野町」「双ケ丘」「御室仁和寺」などから徒歩すぐ
- 京都バス「双ヶ岡」などから徒歩すぐ